# Cagiva 350
Cagiva 350 – 1-cylindrowy motocykl produkowany we Włoszech przez firmę Cagiva. 

## Geneza
Do najlepszych włoskich producentów motocykli w okresie powojennym należą firmy Moto Gilera oraz Moto Guzzi. Ostatnia z nich już w 1946 roku dostarczała siłom zbrojnym motocykl Solomaschine Moto Guzzi „Superalce” z jednocylindrowym silnikiem własnej konstrukcji o pojemności skokowej 550 cm². Silnik posiadał moc 13,8 kW i mógł rozpędzić pojazd do 110 km/h. Był on również dostępny jako pojazd cywilny w powszechnym handlu. Motocykl posiadał 21 cm prześwit, a jego masa całkowita wynosiła 200 kg. We Włoszech motocykl ten dostarczany był pod oznaczeniem Motocicolo Militare, czyli motocykl wojskowy.

Do największych użytkowników motocykli we Włoszech należą (oprócz sił zbrojnych) również Karabinierzy, czyli włoska żandarmeria, która pod względem wykonywanych zadań i organizacji bardziej zbliżona jest do formacji militarnych niż policji. Z początkiem lat 80. wprowadzono nowy motocykl dostępny także na zewnątrz, z dwucylindrowym silnikiem o pojemności 490 cm², oznaczony Moto Guzzi V-50 II. Jednostki królewskiej holenderskiej piechoty morskiej zakupiły szereg maszyn tego typu, których masa całkowita wynosiła 152 kg i na autostradzie osiągały prędkość maksymalną rzędu 180 km/h. Motocykle firmy Moto Gilera trafiły na wyposażenie włoskiego lotnictwa wojskowego.

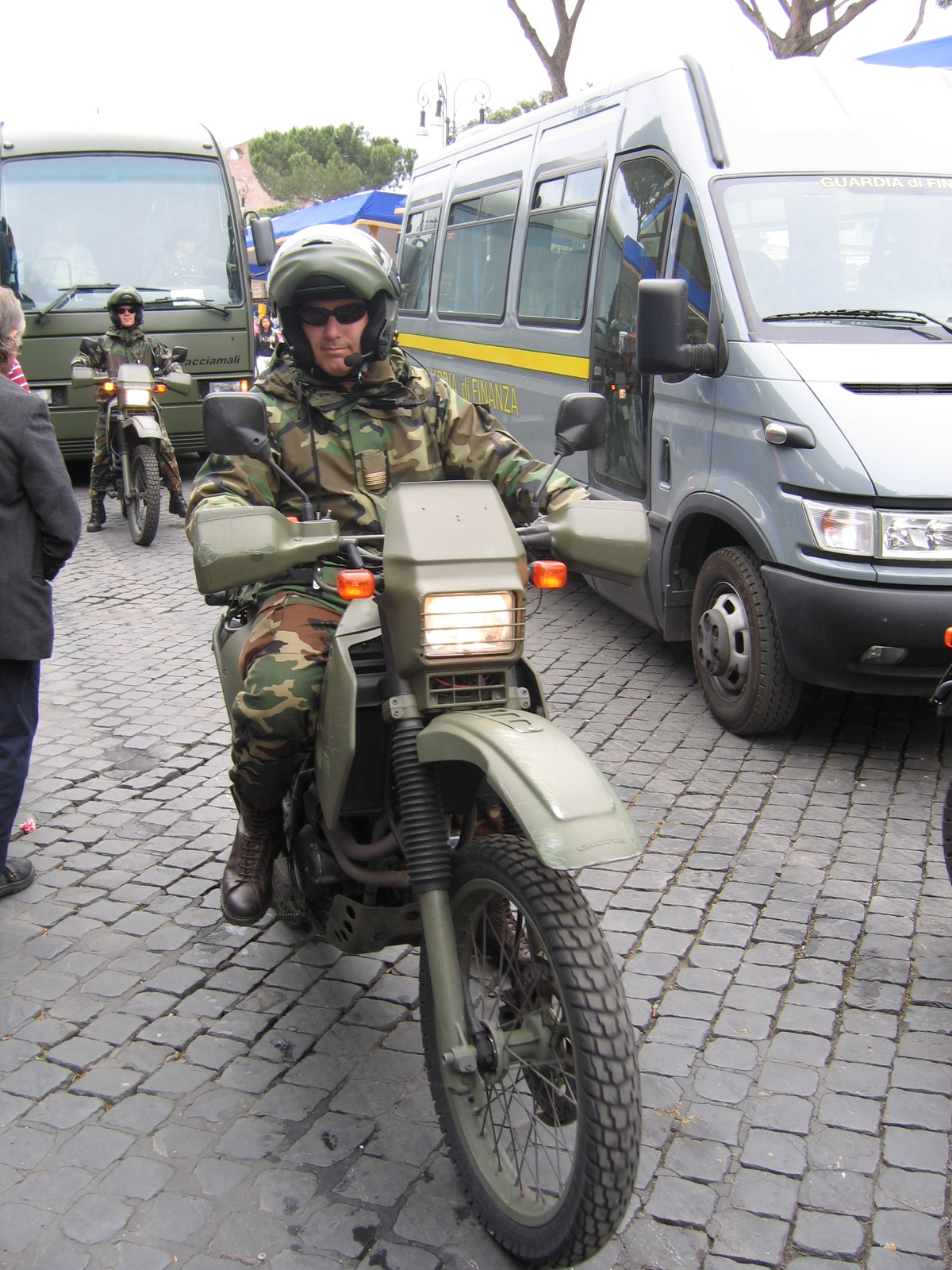
Cagiva W12 350

## Użycie
Od początku lat 90. osiadła w Bolonii firma Cagiva przedstawiła w swojej ofercie handlowej cztery modele motocykli, które przygotowane zostały pod kątem zastosowań militarnych. Francuskie siły zbrojne wykorzystały maszyny tego typu podczas wojny w Zatoce Perskiej. Sekret bardzo dobrych osiągów tych motocykli leżał nie tylko w wysokim współczynniku mocy do ciężaru, ale także w ich solidnej wytrzymałej konstrukcji. Duża stabilność tych maszyn podczas użytkowania także w trudnym terenie oraz uproszczona obsługa redukowały zmęczenie kierowcy zwłaszcza podczas pokonywania długich tras przejazdowych. Swoją dotychczasową ofertę Cagiva wzbogaciła maszynami z silnikami 500 oraz 250 cm² pojemności skokowej, które były zgodne z wytycznymi NAT dla motocykli. Do większych maszyn zaliczyć można motocykle Typ 350 T4-MIL-I oraz 600 T4-MIL-I. Oferowana była również wersja z silnikiem o pojemności 125 cm² chłodzonym powietrzem jak również w wariancie chłodzonym cieczą, zaletą której była bardzo prosta obsługa oraz długie przebiegi międzynaprawcze, co było zgodne z zapotrzebowaniem armii. Jeden z najnowszych modeli, motocykl Cagiva 125 W8 zakupiony został przez francuską armię. Także i inne maszyny znajdują się tam dzisiaj między innymi na wyposażeniu żandarmerii wojskowej.